# Bismarck (Schiff, 1940)
Die Bismarck war ein Schlachtschiff der deutschen Kriegsmarine und bildete mit ihrem Schwesterschiff Tirpitz die Bismarck-Klasse. Zum Zeitpunkt ihrer Indienststellung im August 1940 unter dem Kommando von Kapitän zur See Ernst Lindemann galt sie als das kampfstärkste Schlachtschiff der Welt.
Im Mai 1941 wurde die Bismarck zusammen mit dem Schweren Kreuzer Prinz Eugen in den Nordatlantik geschickt, um dort Handelskrieg zu führen. Bald nach dem Beginn dieser Mission gelang ihr während des Gefechts in der Dänemarkstraße die Versenkung des britischen Schlachtkreuzers Hood. Drei Tage darauf sank sie nach einem schweren Gefecht gegen Einheiten der Royal Navy selbst, wobei der Großteil ihrer Besatzung im Nordatlantik umkam.
Die Bismarck zählt heute zu den bekanntesten Schiffen der Kriegsmarine und ist daher Objekt literarischer Werke, fachwissenschaftlicher und technischer Untersuchungen sowie Modelldarstellungen.

## Hintergrund
Der Versailler Vertrag gestattete dem Deutschen Reich nur Kriegsschiffneubauten von maximal 10.000 Tonnen. Erst mit der Aufkündigung des Vertrages durch die Nationalsozialisten am 16. März 1935 und der nachträglichen Legitimation durch das deutsch-britische Flottenabkommen vom 18. Juni 1935 war es dem Dritten Reich nun erlaubt, Schlachtschiffe mit einer Standardverdrängung von über 10.000 tn.l. (long ton zu 1.016 kg) zu bauen.
Zu diesem Zeitpunkt galt Frankreich als der wahrscheinlichste Gegner in einem Seekrieg. Der Entwurf orientierte sich daher am damals modernsten französischen Schlachtschiff Dunkerque. Insbesondere Geschwindigkeit und Panzerschutz waren von großer Bedeutung.

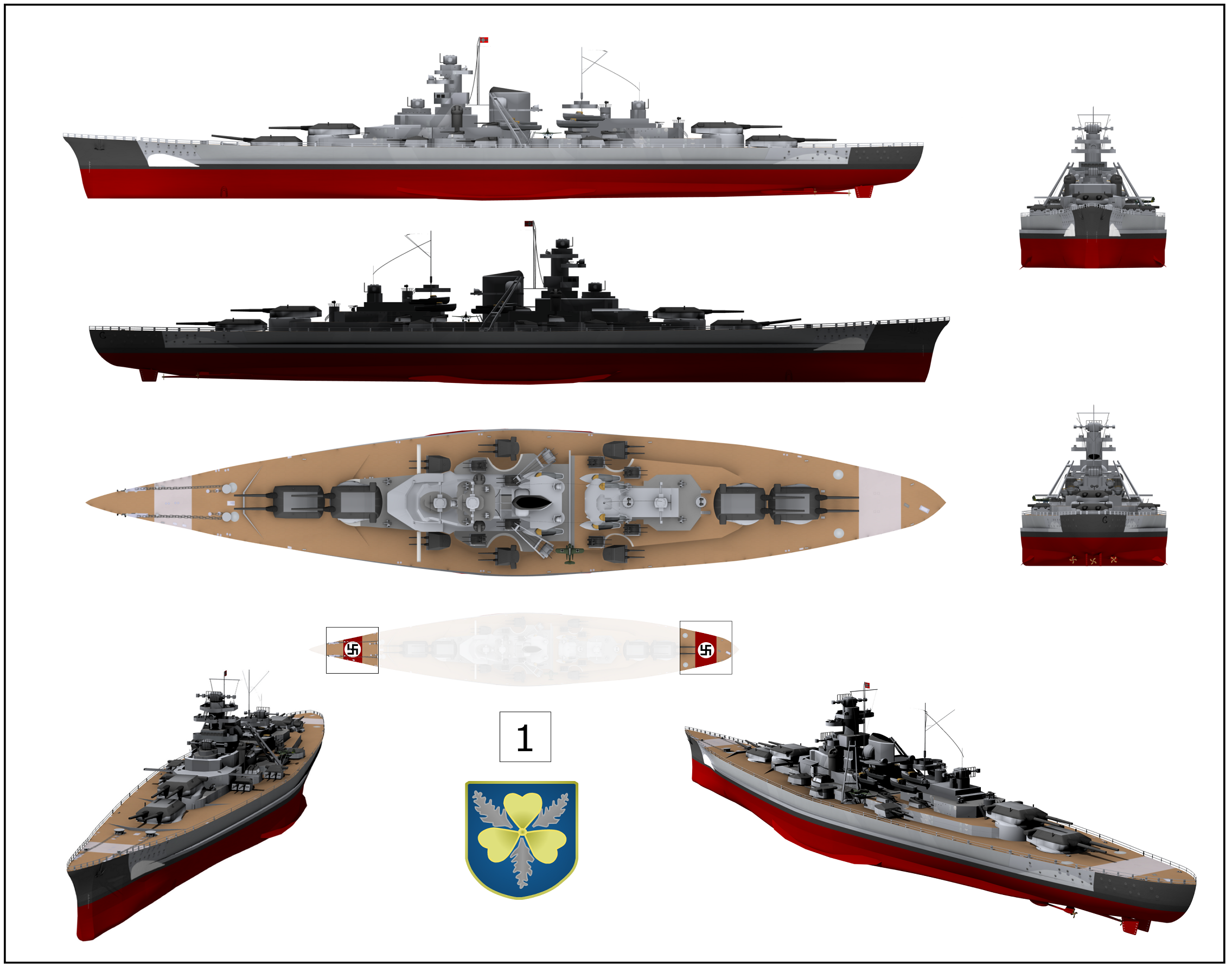
Zeichnungen der Bismarck

Der Bismarck, wie das Schiff im Bordjargon genannt wurde, (auf Anordnung von Kapitän Ernst Lindemann war an Bord des Bismarck bevorzugt der männliche Artikel zu verwenden; diese Schreibweise ist heute vollkommen unüblich, und so wird in diesem Artikel die weibliche Form verwendet) war für den Einsatz im Nordatlantik, dessen wechselnde Sichtweiten oft nur mittlere Gefechtsentfernungen erlaubten, vergleichsweise gut geeignet. Wegen des relativ breiten Schiffskörpers (der eine ruhigere Lage im Wasser erbrachte) und präziser Entfernungsmesser erreichte die schwere Artillerie auch bei schlechtem Wetter schnell eine hohe Zielgenauigkeit, und die Geschützmannschaften strebten an, wenn möglich bereits mit der ersten Salve zu treffen. Der Panzerschutz konzentrierte sich auf die Hauptgeschütztürme, den Kommandoturm und die Seiten des Schiffs im Bereich der Wasserlinie. Der Horizontalschutz gegen Steilfeuer und Fliegerbomben war dagegen – verglichen mit zeitgenössischen Entwürfen anderer Marinen – unterdurchschnittlich.

## Technik

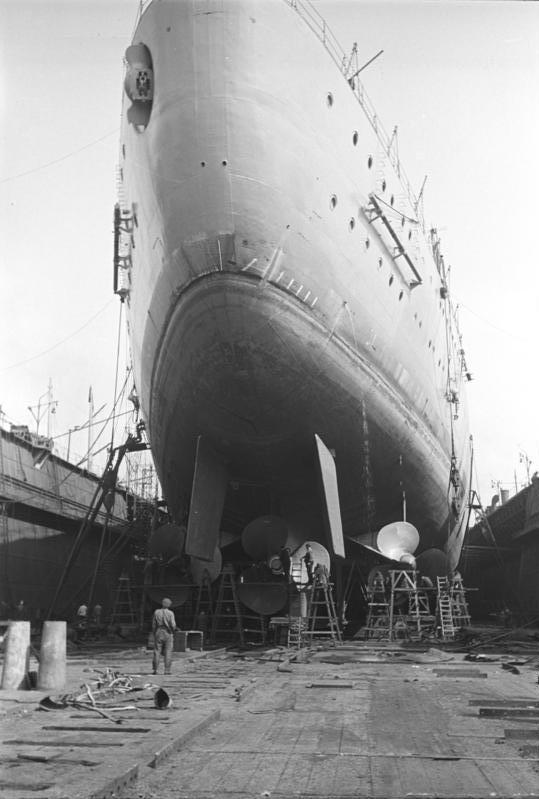
Zwei Ruder, drei Schrauben

Die Bismarck war das Typschiff der Bismarck-Klasse. Das Schiff war 250,5 Meter lang und 36 Meter breit, der Tiefgang lag bei maximal 9,9 Metern. Die Schiffsmaße wurden so gewählt, dass die Nutzbarkeit des Kaiser-Wilhelm-Kanals und des Marinestützpunktes Wilhelmshaven gewährleistet war.
Bei der Erprobung des Schiffs im Sommer 1940 wurde bei einer Meilenfahrt die Geschwindigkeit von 30,1 kn bei einer Gesamtleistung der Maschinenanlage von 150.000 WPS erreicht. Dem Schlachtschiff wurde seitens der Marineführung eine Höchstgeschwindigkeit von 30,6 kn zugemessen. Die Marschgeschwindigkeit (Reisegeschwindigkeit) wurde jedoch, um den Treibstoffverbrauch in Grenzen zu halten, mit 19 Knoten gewählt.
Ein großer Nachteil zeigte sich bereits bei den Erprobungen in der Ostsee. Das Schiff war mittels unterschiedlicher Propellerdrehzahlen über die divergierenden, eng nebeneinander liegenden Backbord- und Steuerbord- Antriebswellen kaum steuerbar, wenn seine Ruderanlage nicht verfügbar war.
Die Hauptbewaffnung bestand aus acht 38-cm-SK C/34 Geschützen in vier Doppeltürmen, die mittlere Artillerie (MA) der Bismarck umfasste zwölf 15-cm-SK C/28.
Die schwere Flak bestand aus 16 Geschützen vom Typ 10,5-cm-SK C/33 in acht Doppellafetten. Die vier vorderen Flakgeschütze waren vom Modell C/33na in Doppellafette C/31, die achteren in Doppellafette C/37. Das war eine provisorische Installation, die nach der Rückkehr vom Unternehmen Rheinübung gegen den Typ C/37 ausgetauscht werden sollte.  Die mittlere Flak bestand aus 16 3,7-cm-SK C/30 in acht Doppellafetten, die leichte Flak bestand aus 18 2-cm-Flak C/38 zwei Vierlings- und zehn Einzellafetten. Für diese Geschütze waren 36.000 Schuss an Bord.
Gegen die unterhalb des Feuerbereichs der schweren Flak anfliegenden britischen Torpedobomber vom Typ Fairey Swordfish erwies sich die leichtere Flak der Bismarck als wenig wirksam. Dies lag an der viel zu geringen Schussfrequenz der 3,7-cm-Flak, vor allem aber an der mangelnden Ausbildung der Besatzung. Wie sich aus dem Bericht des Artillerieversuchskommandos Schiffe ergibt, wurde das Schießen auf bewegliche Ziele so gut wie überhaupt nicht trainiert. Zudem konnten die meisten der 52 Flak-Geschütze zur Abwehr nicht tief genug geschwenkt werden. Obwohl einige Flugzeuge getroffen werden konnten, wurde kein einziges Flugzeug abgeschossen, auch wenn ein Großteil der Flak-Munition verbraucht wurde.
Die Bismarck war mit vier Wasserflugzeugen vom Typ Arado Ar 196 zur Feindaufklärung und luftgestützten Seeüberwachung ausgestattet, die ihr einen theoretischen Aufklärungsradius von etwa 830 km verliehen. Zudem war eine umfangreiche Ausstattung an Beibooten an Bord. Diese umfasste drei Admirals- oder Kommandantenboote („Chefboote“), eine Motorbarkasse, zwei Motorpinassen, vier Verkehrsboote (kurz: V-Boote), zwei Rettungs-Kutter für Mann-über-Bord-Manöver, zwei Jollen und zwei Dingis.

## Geschichte

### Bau und Erprobung

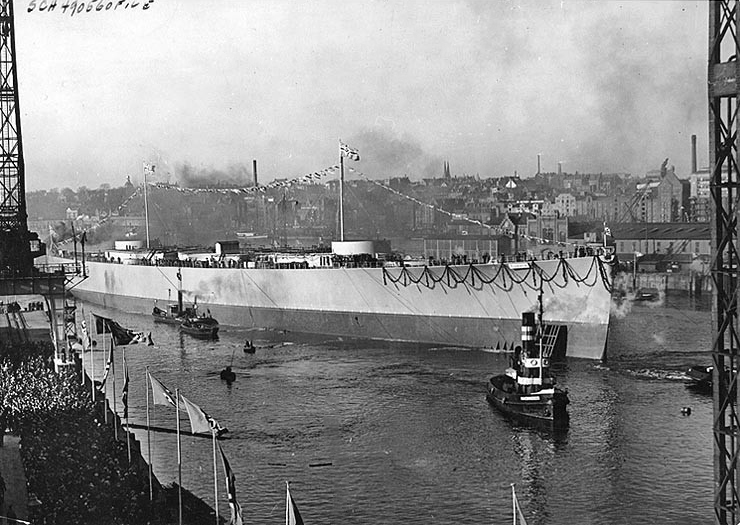
Stapellauf bei Blohm & Voss in Hamburg am 14. Februar 1939

Am 1. Juli 1936 wurde die Bismarck auf der heute nicht mehr existierenden Helling 9 bei Blohm & Voss in Hamburg auf Kiel gelegt. In den folgenden 31 Monaten wuchs der vollständige Rohbau des Rumpfes heran, sodass am 14. Februar 1939 termingerecht der Stapellauf erfolgen konnte.
Bei den Stapellaufsfeierlichkeiten mit 60.000 Zuschauern war Adolf Hitler Ehrengast. Das haushaltsrechtlich als „Schlachtschiff F“ bezeichnete Schiff wurde von Dorothea von Loewenfeld, der Frau des Vizeadmirals Wilfried von Loewenfeld und Enkelin des früheren preußischen  Ministerpräsidenten und deutschen Reichskanzlers Otto von Bismarck, auf den Namen Bismarck getauft.
Am Vorabend des Stapellaufs schrieb Hermann Okraß in seinem Leitartikel im Hamburger Tageblatt, dass mit dem Bau des Schiffes „Deutschland erneut seinen Anspruch als Weltmacht, als Seemacht“ erhebe.
Nach dem Ende der Feierlichkeiten wurde die Bismarck zu einem Ausrüstungspier der Werft verholt. In den folgenden Monaten wurde das Schiff weiter fertiggestellt. Wie schon bei den vorangegangenen Schlachtschiffen Gneisenau und Scharnhorst wurde der gerade Vordersteven durch einen Atlantikbug ersetzt und die Innenausstattung des Schiffes eingebaut. Die auf 18 Monate festgesetzte Ausrüstungsphase konnte trotz des deutschen Überfalls auf Polen und des damit begonnenen Zweiten Weltkriegs eingehalten werden. Im April 1940 trafen die ersten Besatzungsmitglieder bei der Bismarck ein und im Juni wurde das Schiff in ein Schwimmdock gebracht, um die Schiffsschrauben zu montieren. Zudem wurde das Schiff mit einem magnetischen Eigenschutz versehen.
Während der Indienststellungszeremonie am 24. August 1940 kollidierte das gerade vom Stapel laufende Passagierschiff Vaterland mit der Bismarck, allerdings ohne relevante Schäden zu verursachen. Am 15. September legte die Bismarck in Hamburg ab. In Brunsbüttel beteiligte sie sich erfolglos an der Abwehr eines britischen Luftangriffes und verlegte anschließend durch den Kaiser-Wilhelm-Kanal nach Kiel, wo sie am 17. September festmachte. Zehn Tage später legte sie Richtung Gotenhafen zu ihrer Seeerprobung in der Ostsee ab.
Am 9. Dezember machte die Bismarck wieder in Hamburg fest, wo Werftarbeiter von Blohm & Voss einige Restarbeiten durchführten. Am 24. Januar 1941 wurde die Bismarck für einsatzbereit erklärt. Damit hatte die Kriegsmarine ihr erstes wirklich vollwertiges Schlachtschiff erhalten. Da der Kaiser-Wilhelm-Kanal aber durch einen versenkten Erzfrachter vorübergehend blockiert war, war die Bismarck zunächst nicht in der Lage, auszulaufen.
Parallel entstanden auf dem Gelände von Blohm & Voss noch weitere Schiffe, darunter U 556. Der Kommandant dieses U-Bootes, Herbert Wohlfarth, bat Ernst Lindemann darum, dass die Bordkapelle der Bismarck für die Indienststellung seines U-Bootes spielen solle. Als Gegenleistung vereinbarte Wohlfarth mit Lindemann eine Patenschaft zwischen ihren Schiffen und erklärte vor „Neptun“, der Bismarck in jeder Lage beizustehen. Ironie des Schicksals war es, dass die Besatzung dieses U-Boots am Vorabend des letzten Gefechtes der Bismarck den Flugzeugträger Ark Royal erspähte, von dem kurz zuvor jene Torpedobomber gestartet waren, die das Ruder der Bismarck beschädigen sollten. Doch wegen Torpedomangels war das U-Boot nicht in der Lage, anzugreifen.
Später war es dieses U-Boot, das den Befehl erhielt, das Kriegstagebuch der Bismarck abzuholen; jedoch kam dieser Befehl erst nach dem Untergang des Schlachtschiffes an.
Am 6. März legte das Schlachtschiff zum letzten Mal in Hamburg ab und verlegte erneut nach Gotenhafen, um weiter Übungen durchzuführen.

### Unternehmen Rheinübung
Nachdem die Bismarck einsatzbereit war, entschied Großadmiral Erich Raeder, sie in den Atlantik zu entsenden. Sie sollte dort im Verband mit dem Schweren Kreuzer Prinz Eugen auch stark gesicherte Geleitzüge angreifen können.
Als die Prinz Eugen in Gotenhafen eintraf, konnte Operation Rheinübung beginnen. Nach der Reparatur eines Bordkranes der Bismarck legten die Bismarck und die Prinz Eugen am 18. Mai 1941 um 11:30 Uhr in Gotenhafen Richtung Bergen ab. Am Kap Arkona trafen sich beide Schiffe mit den Zerstörern Z 16 und Z 23. Im Fehmarnbelt kam noch die Z 10 hinzu.

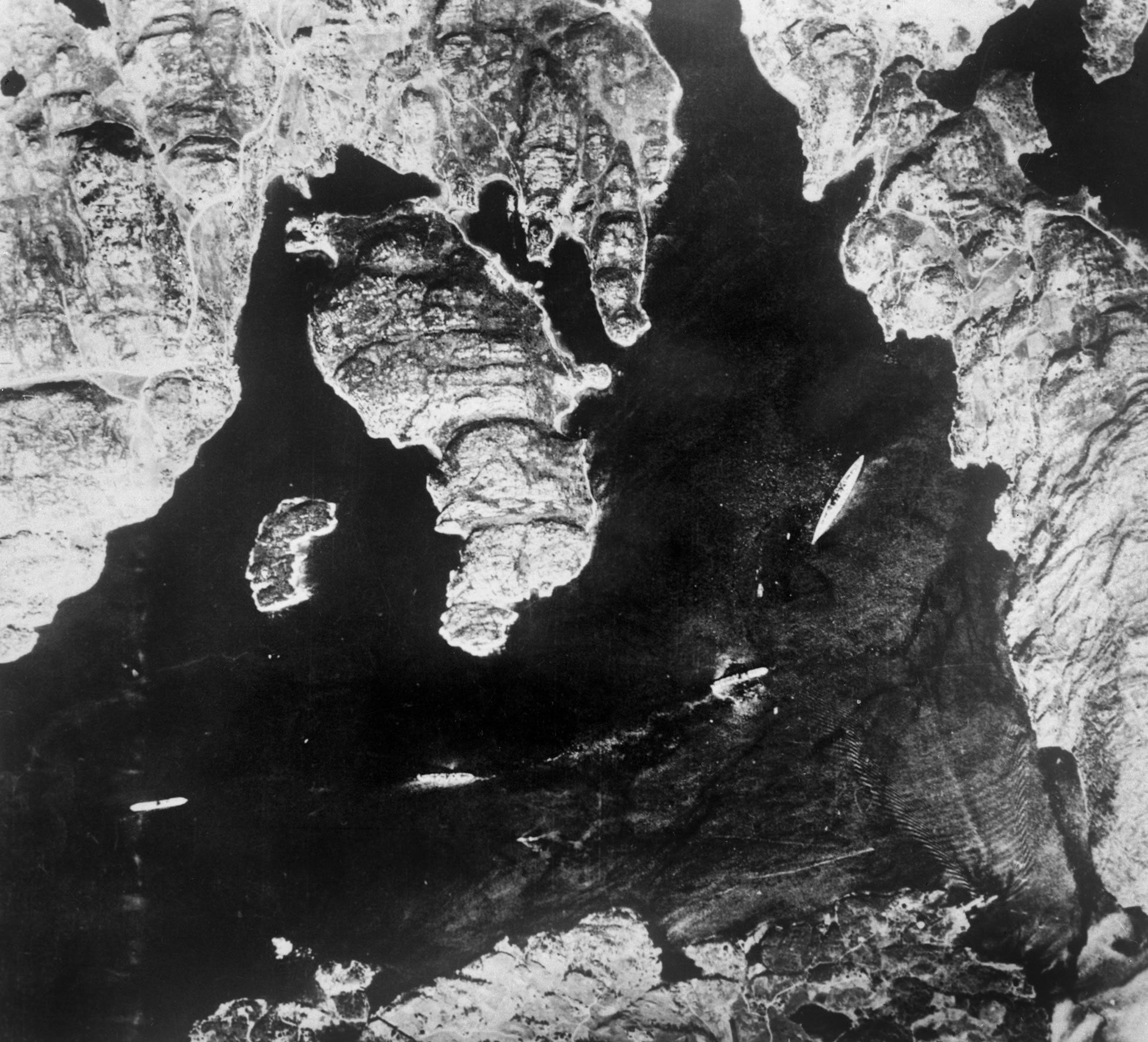
Luftaufklärungsbild der Bismarck im Grimstadfjord in Norwegen

Während der Fahrt zum Skagerrak wurde der Verband von mehreren Schiffen gesichtet, darunter die Gotland, die die Anwesenheit in das schwedische Hauptquartier weiterleiteten, wodurch letztlich auch die britische Admiralität davon erfuhr.
Während die Prinz Eugen und die Bismarck im Grimstadfjord ankerten, wo sich die Zerstörer wieder von ihnen trennten und Admiral Lütjens entschied, den Durchbruch in den Atlantik durch die Dänemarkstraße zu wagen, wurden sie von einer britischen Spitfire fotografiert – eine Aufnahme, die später weltbekannt wurde. Der britische Vizeadmiral Tovey ließ daraufhin den britischen Schlachtkreuzer Hood und das Schlachtschiff Prince of Wales auslaufen.

#### Gefecht in der Dänemarkstraße

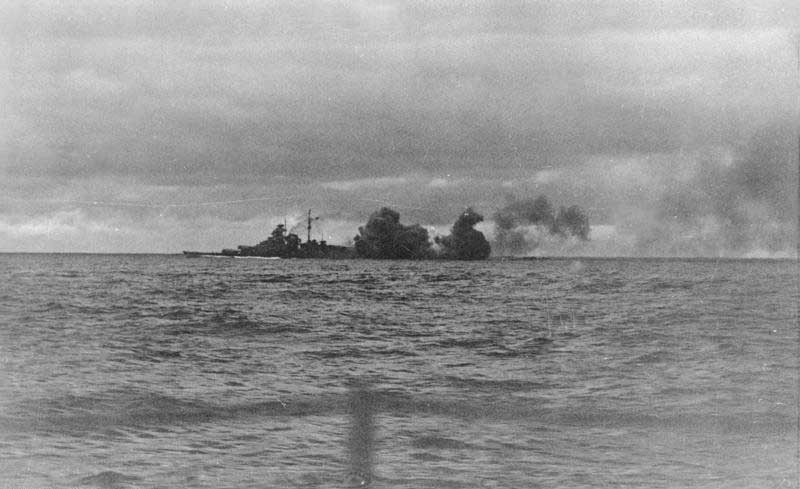
Die Bismarck feuert in der Dänemarkstraße mit ihrer schweren Artillerie eine Breitseite auf den britischen Verband. Foto von der Prinz Eugen aus aufgenommen.

Am Abend des 23. Mai 1941 wurden die beiden deutschen Kriegsschiffe von den Schweren Kreuzern Suffolk und Norfolk gesichtet, letztere wurde dabei von der Bismarck unter Feuer genommen. Die britischen Schiffe ließen sich nicht auf einen ungleichen Kampf ein, drehten ab und versteckten sich in einer Nebelbank. Auf der Bismarck hatte die Druckwelle der schweren Artillerie das vordere Radar beschädigt, weshalb anschließend die Prinz Eugen die Verbandsführung übernahm. Am nächsten Morgen wurden gegen 5:29 Uhr die Hood und die Prince of Wales auf der Bismarck gesichtet, acht Minuten später sichteten die britischen Schiffe den deutschen Verband. Um 5:52 Uhr eröffnete die Hood das Feuer auf die den Verband anführende Prinz Eugen, von der man annahm, sie sei die Bismarck. Die Prince of Wales nahm das zweite Schiff, also in Wirklichkeit die Bismarck, unter Feuer. Ab 5:55 Uhr schossen die deutschen Schiffe zurück. Eine 38-cm-Granate aus der fünften Salve der Bismarck verursachte eine verheerende Explosion in einer Munitionskammer der Hood, drei Minuten später war das Schiff – einst der Stolz der britischen Flotte – gesunken. Nur drei Mann der insgesamt 1419 Besatzungsmitglieder überlebten. Die Prince of Wales erhielt ebenfalls mehrere schwere Treffer und drehte daraufhin ab.
Die Prinz Eugen hatte keinen, Bismarck drei, Hood vier und die Prince of Wales sieben Treffer erhalten.

#### Die Verfolgung
Auf der Bismarck unterbrach ein nicht detonierter Durchschuss durch das schwach gepanzerte Vorschiff die Zuleitungen für etwa 1000 Tonnen Heizöl von den vorderen Ölbunkern zu den Kesseln. Zudem drangen in das Vorschiff 3000 bis 4000 Tonnen Meerwasser ein und es entstand eine Schlagseite von 9°. Die daraus resultierende Treibstoffknappheit und die entstehende Ölspur zwangen das Schlachtschiff, den geplanten Handelskrieg abzubrechen und möglichst direkt einen Hafen anzulaufen. Die Prinz Eugen wurde in den Atlantik entlassen und die Bismarck steuerte den Hafen Saint-Nazaire an der französischen Atlantikküste an, eine Fahrt, die etwa 70 Stunden dauern sollte. Die Kreuzer Suffolk und Norfolk sowie die Prince of Wales verfolgten dabei die Bismarck in einem Abstand von etwa 15 Seemeilen mithilfe ihrer Radargeräte.
Um 23:33 Uhr desselben Tages wurde die Bismarck von Fairey-Swordfish-Torpedobombern des Flugzeugträgers Victorious angegriffen. Der Angriff war erfolglos, forderte an Bord der Bismarck aber ein Todesopfer und sechs Verwundete. Wenige Stunden später, gegen 3:00 Uhr des nächsten Tages, gelang es Admiral Lütjens durch ein geschicktes Manöver die Verfolger vollständig abzuschütteln. Erst durch einen langen Funkspruch, den Lütjens am 25. Mai gegen 9:30 Uhr absetzte, gelang es den Briten, wieder die ungefähre Position der Bismarck zu lokalisieren; sie setzten im Laufe der nächsten Tage praktisch alle verfügbaren Einheiten im Atlantik auf die Bismarck an.
Am 26. Mai wurde die Bismarck gegen 10:52 Uhr von einem Catalina-Flugboot gesichtet. Der Flugzeugträger Ark Royal der in Gibraltar stationierten Force H ließ mehrere Fairey-Swordfish-Torpedobomber aufsteigen, welche die Bismarck gegen 20:47 Uhr angriffen. Es gelang dabei, einen Torpedotreffer am Heck der Bismarck zu erzielen, der die Ruderanlage schwer beschädigte.
Der Torpedo riss ein Loch in die untere Außenhaut im Bereich der Ruder und blockierte die Ruderanlage in 15°-Stellung. Die Bismarck war manövrierunfähig und nur noch imstande im Kreis bzw. langsam gegen den Wind zu fahren.

#### Das Nachtgefecht
In der folgenden Nacht kam es zu einem Gefecht zwischen dem beschädigten Schlachtschiff und der 4. britischen Zerstörerflottille unter Captain Philip Vian. Die fünf Zerstörer Cossack, Maori, Sikh, Zulu und die polnische Piorun attackierten die Bismarck mit Torpedos, konnten aber wegen der Dunkelheit, widriger Wetterbedingungen und des heftigen Abwehrfeuers keine Treffer erzielen.
Die beschädigte Ruderanlage konnte nicht repariert werden. Vielfältige Versuche, das Schiff gegen den Winddruck durch unterschiedliche Propellerdrehzahlen zu steuern, die Ruder selbst zu entfernen oder aus dem Tor des Bereitschaftshangars ein Ersatzruder anzufertigen, wurden durch den hohen Seegang vereitelt. Der Besatzung der Bismarck wurde klar, dass das Schiff nicht zu retten war. Am Morgen des 27. Mai 1941 hatte man vor, mit einem der auf dem Schiff befindlichen Flugzeuge das Kriegstagebuch in Sicherheit zu bringen. Der Versuch schlug jedoch fehl, da beide Flugzeugkatapulte beschädigt waren. Wegen der vom aufgetankten Flugzeug ausgehenden Brandgefahr wurde dieses stattdessen über Bord gekippt.

#### Das letzte Gefecht

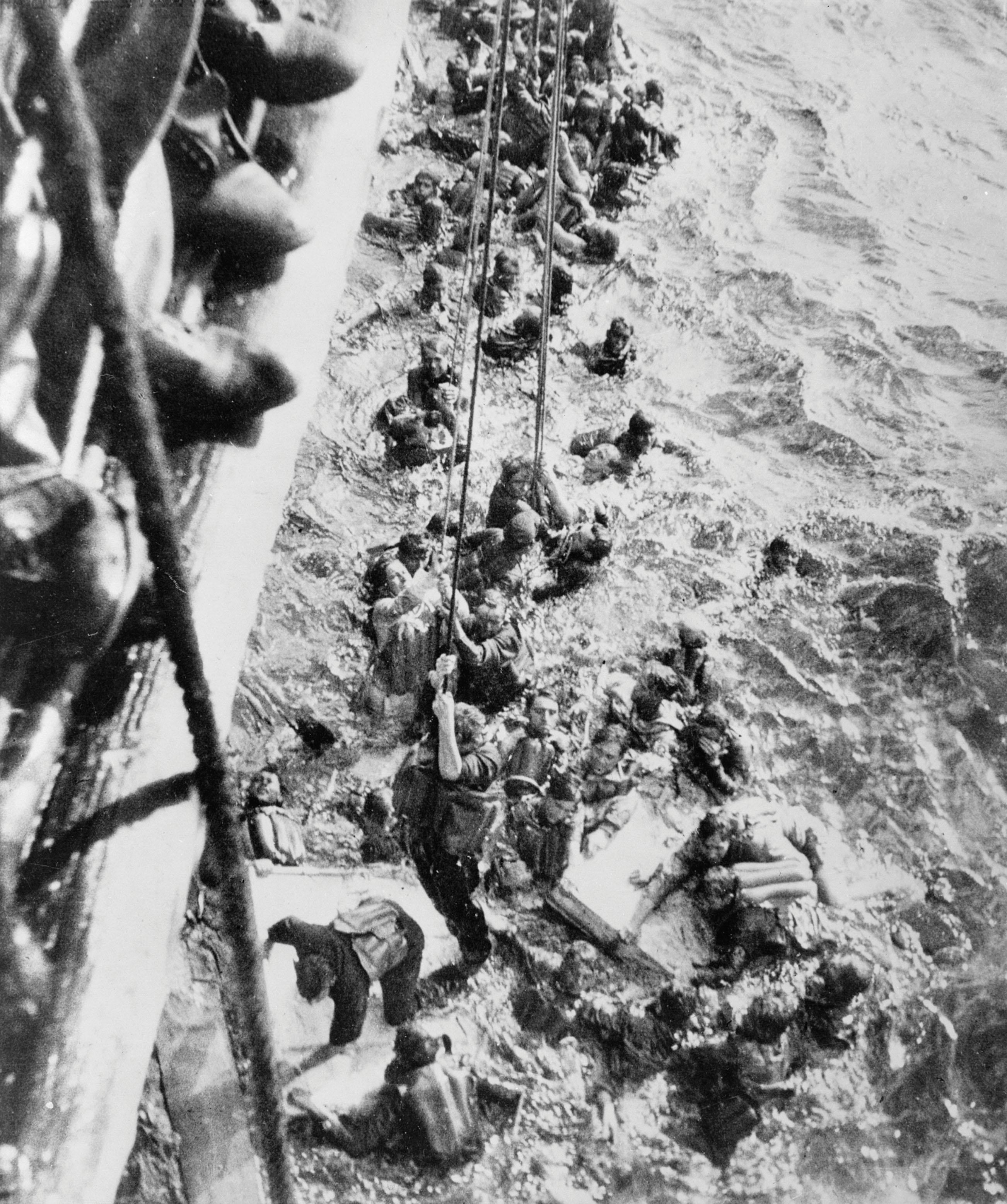
Überlebende werden von der Dorsetshire gerettet

Am Morgen des 27. Mai 1941 wurde die Bismarck um 7:53 Uhr von der Norfolk wiederentdeckt. Der Kampfverband von Vizeadmiral Tovey an Bord der King George V (abgekürzt „KGV“) sichtete die Bismarck gegen 8:45 Uhr. Um 8:47 Uhr eröffnete die Rodney das Feuer auf die Bismarck. Eine Minute später begann die Bismarck zurückzuschießen. Die KGV eröffnete das Feuer um 8:48 Uhr, die Norfolk erst gegen 8:54 Uhr. Einer der ersten Treffer der Rodney setzte den Hauptartillerieleitstand außer Gefecht. Um 9:02 Uhr fiel der Gefechtsturm „Bruno“ durch eine Granate der Rodney aus. Die Bismarck schoss derweil mit den Türmen „Cäsar“ und „Dora“ auf die britischen Schiffe und es gelang ihr, die Rodney leicht zu beschädigen. Um 9:15 Uhr setzte ein Treffer der KGV den letzten noch funktionierenden Leitstand außer Gefecht, das Feuer der Bismarck konnte dadurch nicht mehr zentral koordiniert werden. Um 9:21 Uhr kam es in Turm „Dora“ zu einem Rohrkrepierer, der den Geschützturm dauerhaft lahmlegte. Etwa zu diesem Zeitpunkt war endgültig klar, dass die Bismarck kampfunfähig und verloren war. Daraufhin gab der Erste Offizier der Bismarck, Fregattenkapitän Oels, den Befehl, die Bismarck  selbstzuversenken. Er begab sich dazu persönlich in die einzelnen Maschinenräume, um den Befehl zu überbringen. Die Besatzung machte daraufhin unter der Führung des Zweiten Leitenden Ingenieurs, Kapitänleutnant (Ing.) Gerhard Junack, welcher den Untergang überlebte, mehrere Sprengsätze (Maßnahme V) klar, die mit neunminütiger Verzögerung die Seewasserkühlungsauslässe der Bismarck im Boden des Rumpfes zerstörten. Zusätzlich wurden alle wasserdichten Abteilungen entlang der Wellentunnel geöffnet, um dem eindringenden Wasser die Möglichkeit zu geben, das Schiff schnell zu fluten. Dies erklärt auch, warum die Bismarck über das Heck gesunken ist.
Turm „Anton“ fiel um 9:30 Uhr aus.
Um 9:40 Uhr eröffnete die Dorsetshire das Feuer auf das Schiff. Die Bismarck stand zu diesem Zeitpunkt bereits vollkommen in Flammen, der Rumpf war aber noch nahezu unbeschädigt.
Um 10:15 Uhr befahl Admiral Tovey seinen Schiffen den Abbruch der Kämpfe, da die Schlachtschiffe aufgrund von Treibstoffmangel dringend in britische Gewässer zurückkehren mussten. Stattdessen sollte die Dorsetshire der Bismarck den Todesstoß versetzen. Es wurden noch drei Torpedos auf die Bismarck abgeschossen, die zu diesem Zeitpunkt schon mit dem Heck tief im Wasser lag.
Um 10:40 Uhr versank die Bismarck etwa 550 Seemeilen (etwa 1000 Kilometer) westlich von Brest bei den Koordinaten 48° 10′ N, 16° 12′ W in den Fluten. Sie hinterließ ein Trümmerfeld sowie mehrere hundert Überlebende. Die Dorsetshire und der Zerstörer HMS Maori begannen umgehend mit den Rettungsmaßnahmen und zogen zusammen 110 Männer aus dem Wasser. Die Rettungsarbeiten wurden abgebrochen, nachdem der Ausguck der Dorsetshire ein U-Boot gemeldet hatte; eine Meldung, die sich später als falsch erweisen sollte. Die Dorsetshire hatte 85 Männer gerettet, von denen einer später seinen Verletzungen erlag, und die Maori 25. Das deutsche U-Boot U 74 rettete drei weitere Männer (die Matrosengefreiten Georg Herzog, Otto Höntzsch und Herbert Mantey) und das deutsche Wetterbeobachtungsschiff Sachsenwald nahm noch zwei Männer (Maschinengefreite Walter Lorenzen und Otto Maus) auf. Die Angaben zur Gesamtanzahl der Überlebenden schwanken je nach Beleg. So gibt Konstam an, dass die beiden britischen Schiffe 116 Überlebende retteten und zusätzlich 5 von deutscher Seite geborgen werden konnten. Hildebrand schreibt zusätzlich zu den fünf von den Deutschen geretteten, von 120 Seeleuten, welche durch die Briten gerettet wurden. Letztendlich wurden jedenfalls etwas mehr als 100 Mann gerettet.
Insgesamt befanden sich beim Untergang etwa 2200 Personen an Bord; während des Gefechtes hatten die Briten insgesamt 2876 Granaten auf das Schiff abgefeuert. Die Anzahl der Besatzungsmitglieder, welche zum Zeitpunkt des Untergangs an Bord waren, schwankt je nach Quelle zwischen über 2000 und über 2200 Mann.
Am Folgetag, beim Rückmarsch der britischen Schiffe, fiel der Zerstörer Mashona einem Angriff der deutschen Luftwaffe zum Opfer und war damit neben der HMS Hood das einzige britische Schiff, das im Zusammenhang mit der Bismarck-Unternehmung unterging.

### Entdeckung des Wracks
Am 8. Juni 1989 wurde das Wrack der Bismarck vom US-amerikanischen Tiefseeforscher Robert Ballard in 4800 Metern Tiefe entdeckt. Ballard hatte bereits im Sommer 1988 nach den Überresten des Schlachtschiffs gesucht, was sich jedoch als erfolglos erwiesen hatte. Die exakte Position des Wracks wird geheim gehalten, um das Seekriegsgrab vor Grabräubern zu schützen. Nach dem Völkergewohnheitsrecht unterliegen Kriegsschiffe besonderem Recht, aufgrund der hoheitlichen Nutzung genießen sie Staatenimmunität. Dies führt dazu, dass die Bundesrepublik Deutschland grundsätzlich an allen versenkten Schiffen der Kriegsmarine das Eigentum beansprucht und bei Anfragen anderer Staaten darauf hinweist, dass jede Verfügung darüber eine Einwilligung der Bundesrepublik Deutschland erfordert.
Das Wrack der Bismarck liegt aufrecht auf einer Flanke eines erloschenen Unterwasservulkans in den Resten einer Schlammlawine, die vom Untergang selbst ausgelöst worden war. Der Rumpf befindet sich in einem außerordentlich guten Zustand und ist weitgehend intakt. Lediglich das Heck ist durch einen Strukturschaden während des Sinkvorganges abgebrochen. Die vier nur durch die Schwerkraft an ihrem Platz gehaltenen Geschütztürme sind noch an der Oberfläche während des Kenterns aus den Barbetten gerutscht und sanken nahezu senkrecht zu Boden. Im Trümmerfeld wurde nur ein einziger Turm entdeckt, der Rest wurde möglicherweise von der Schlammlawine verschüttet. Im Umfeld des Wracks fanden sich zudem der Kommandoturm (der kopfüber auf dem Artillerieleitstand liegend zur Ruhe kam) und unter anderen Trümmern ein Areal mit hunderten Seestiefeln, vermutlich etwa unterhalb der Stelle, an der die Überlebenden im Meer trieben.
Die Untersuchungen von Robert Ballard ergaben, dass das Wrack vermutlich mit dem Heck zuerst auf dem Grund aufgeschlagen war. Der gute Zustand des Schiffes ist ein Hinweis darauf, dass das Innere des Rumpfes bereits geflutet war, bevor das Schiff die Zerstörungstiefe (die Tiefe, in welcher der Rumpf dem Wasserdruck nicht mehr standhält und implodiert) erreichte.
Eine Expedition im Juni 2001 entdeckte bei einer Untersuchung des Rumpfes mehrere horizontale Risse oder Schlitze, die als Schäden interpretiert wurden, die beim Hinabrutschen am Hang des Unterwasservulkans entstanden. Granattreffer im Unterwasserbereich des Schiffes wurden nicht gefunden und auch die Anzahl der Treffer im Überwasserbereich des Rumpfes war unverhältnismäßig gering im Vergleich zu den Schäden, welche die Aufbauten durch den Beschuss davongetragen hatten. Infolge der gesammelten Daten wurde geschlussfolgert, dass die Bismarck durch die Selbstversenkung unterging.
Eine britische Expedition vom Juli 2001 unter Leitung von David Mearns kam hingegen zu dem Ergebnis, dass die Bismarck durch Torpedos versenkt worden war. Mearns hielt die bereits zuvor entdeckten Schlitze für Torpedoschäden, die durch die Bewegung im Meeresboden vergrößert worden waren. Bei der Expedition wurde bereits mit Unterwasserrobotern gearbeitet, die jedoch nicht in das Schiffsinnere eindrangen, um dort eventuelle kritische Beschädigungen durch Torpedos zu dokumentieren und so diese These zu bestätigen.
Eine Expedition des Regisseurs James Cameron im Jahre 2002, die für Aufnahmen eines Dokumentarfilms („Expedition Bismarck“) durchgeführt wurde, lieferte das fehlende Material. Die Tiefseetauch-U-Boote Mir I und II erkundeten die Risse und bei der Untersuchung der Torpedoschotts mit Kamerarobotern konnte keine relevante Beschädigung des Schiffes nachgewiesen werden. Es wurde zwar ein Torpedotreffer entdeckt, der aber außer einem Loch in der Außenhaut und der dadurch gefluteten wasserdichten Abteilung keine kritischen Beschädigungen des Rumpfes hervorgerufen hatte. Dies stützt die These, die Bismarck sei durch Selbstversenkungsmaßnahmen der Besatzung gesunken.
Die Expedition zählte außerdem nur vier Durchschüsse von Artilleriegranaten durch den Gürtelpanzer und fand eines der Ruder abgeknickt und mit dem Mittelpropeller verkeilt vor. Möglicherweise war dies der Schaden, der zur Manövrierunfähigkeit der Bismarck vor ihrem letzten Gefecht geführt hatte. Der Schaden könnte allerdings auch durch das Auftreffen des Rumpfes auf den Ozeanboden und das anschließende Herunterrutschen verursacht worden sein.
Aus taktischer Sicht ist die Frage, ob das Schiff durch britische Torpedos oder durch Selbstversenkung unterging, nebensächlich, da es zum fraglichen Zeitpunkt bereits zum Wrack geschossen und als kampffähige Einheit ausgeschaltet worden war.

### Folgen des Gefechts
In der ersten Hälfte des Krieges verfügte die Royal Navy über nur wenige vergleichbar kampfstarke Kriegsschiffe. Mit Ausnahme der unter Beachtung der engen Begrenzungen des Washingtoner Flottenvertrages gebauten King-George-V-Klasse und der Nelson-Klasse stammten alle britischen Schlachtschiffe noch aus der Zeit des Ersten Weltkriegs. Bewaffnung, Feuerleitausrüstung und vor allem Panzerung waren derjenigen der Bismarck weit unterlegen. Dies erklärt den schnellen Untergang der Hood, die als Schlachtkreuzer mit generell schwächerer Panzerung konzeptionell nicht für den Kampf gegen Schlachtschiffe ausgelegt und technisch unterlegen war. Trotzdem war der Verlust der Hood für die Briten ein harter moralischer Schlag, da der Schlachtkreuzer als der Stolz der britischen Marine galt. Dies wird als einer der Gründe genannt, warum die britische Marine so schnell reagierte und die Bismarck direkt verfolgen ließ.
Obwohl in der Endphase die britischen Schiffe auf kürzeste Distanz die bereits kampfunfähige Bismarck beschossen, konnten ihre großkalibrigen Granaten den Hauptpanzer noch immer nicht durchschlagen. Dies lag daran, dass die Granaten durch die flache Flugbahn horizontal gegen die starke seitliche Panzerung trafen. Mit einer größeren Kampfentfernung wären die britischen Granaten steiler von oben eingekommen und hätten mit höherer Wahrscheinlichkeit den schwächeren Deckspanzer oder dessen Böschung durchschlagen können.
Das Ende der Bismarck kündigte darüber hinaus das Ende der Schlachtschiff-Ära an. Immer größere und schlagkräftigere Schlachtschiffe zu bauen, erwies sich spätestens mit dem Ende der japanischen Yamato 1945 als Sackgasse. Auch der Angriff auf Pearl Harbor zeigte Ende 1941, dass Schlachtschiffe gegen eine große Zahl angreifender Flugzeuge nur geringe Überlebenschancen hatten. Das Schlachtschiff ist damit dem Flugzeugträger grundsätzlich unterlegen. Letzterer hat eine größere Reichweite und zielgenauere Waffen. So zeigte sich im „Unternehmen Rheinübung“ in Zeitrafferform der prinzipielle Wandel der Seestreitkräfte: Am 24. Mai zeigte die Bismarck durch die Versenkung der Hood, dass die Zeit für die schwach gepanzerten Schlachtkreuzer lange abgelaufen war. Am 26. und 27. Mai deutete sich an, dass der Flugzeugträger der Nachfolger des Schlachtschiffs werden würde.

### Der Untergang in der NS-Propaganda
Sofort nach dem Untergang der Bismarck betrieb die NS-Propaganda eine Umdeutung des katastrophalen Unternehmens. Das letzte Gefecht wurde und wird heutzutage noch zum heroischen Opfergang stilisiert und die Selbstversenkung mit dem Pathos des im Kampf unüberwundenen Schiffes aufgeladen. Die Bismarck wurde gleichsam zum Symbol des sich der Übermacht trotzig entgegenstellenden, aber letztlich nur durch eigene Hand fallenden mythischen Helden aufgebaut. Der schnelle Erfolg gegen die damals bereits veraltete Hood diente dabei als Beleg der technischen Überlegenheit Deutschlands.

## Offiziere und Besatzung

Wappen

Die Besatzungsstärke der Bismarck betrug 2065 Mann, darunter 103 Offiziere, das Durchschnittsalter der Besatzung betrug 21 Jahre. Kommandant des Schiffes war Kapitän zur See (Kpt.z.S.) Ernst Lindemann, Erster Offizier (I.O): Fregattenkapitän (FKpt.) Hans Oels.
Weitere wichtige Besatzungsmitglieder:
- Leitender Ingenieur (LI): KKpt. Walter Lehmann
- Zweiter Leitender Ingenieur (LI): Kapitänleutnant (Kptlt.) Gerhard Junack
- Navigationsoffizier (NO): Korvettenkapitän (KKpt.) Wolf Neuendorff
- Erster Artillerieoffizier (I. AO): KKpt. Adalbert Schneider
- Vierter Artillerieoffizier: Kptlt. Burkard Freiherr von Müllenheim-Rechberg

Während der Unternehmung Rheinübung kamen noch Flottenchef Admiral Günther Lütjens mit seinem 75 Mann umfassenden Stab (u. a. mit dem nach dem Untergang postum zum Admiralarzt beförderten Arzt Hans-Releff Riege) sowie ein Prisenkommando mit einem Offizier und 80 Mann hinzu; außerdem Beobachter, Journalisten und Kameramänner des NS-Propagandaministeriums. Von letzteren überlebte niemand.
Während des Unternehmens Rheinübung hatte Lütjens die operative Leitung des Schiffes, Kapitän Lindemann als Kommandant der Bismarck hatte die taktische Befehlsgewalt. Die alltäglichen Aufgaben an Bord wurden von I.O Oels übernommen.
Die Schiffsbesatzung bestand aus zwölf Kompanien, von denen jede 150 bis 200 Mann umfasste. Jede Kompanie hatte einen speziellen Fachbereich und war in mindestens zwei Unterkompanien unterteilt, die wiederum aus Korporalschaften von zehn bis zwölf Mann bestanden.
Die Quartiere für die Besatzung befanden sich unterhalb des Hauptdecks, die Mannschaftsquartiere im vorderen Bereich, während die Offiziere im Achterschiff untergebracht waren. Die Unteroffizierskabinen waren entsprechend den Tätigkeitsbereichen über Bug und Heck verteilt. Die Offiziersmesse befand sich unterhalb des Großmastes. In der Kommandantenkabine hing ein Originalbild des Künstlers Franz von Lenbach, das Otto von Bismarck zeigte und das mit dem Schiff unterging. Die Räumlichkeiten für Admiral Lütjens befanden sich im vorderen und hinteren Teil der Aufbauten. Unterhalb dieser befanden sich Waschküchen, eine Krankenstation, eine Apotheke, eine Bäckerei, eine Schusterei und weitere Räume für Tätigkeiten des alltäglichen Lebens. Die Bismarck besaß sogar einen Raum, der der Vorbereitung von Kartoffeln zugedacht war. Ganz vorne an der Spitze des Buges befand sich ein Lagerraum für Sportgeräte.
Die Bismarck hatte mehrere Küchen, davon zwei Hauptbordküchen, die für den Großteil der Besatzung die Mahlzeiten zubereiteten. Hochrangige Offiziere hatten in ihren Messen Tischbedienung, während in den Unteroffiziers- und Mannschaftsmessen mehrere Messmänner von einem Koch einen großen Topf des jeweiligen Gerichtes empfingen und an ihre Kameraden weiterverteilten. Die Messmänner waren auch für den Abwasch zuständig. Die Lebensmittellager hatten genug Platz, um Nahrungsmittel für 250.000 Manntage an Bord zu nehmen. Damit konnten die knapp 2200 Mann Besatzung ungefähr vier Monate versorgt werden. Die Kühlaggregate der Kühlräume wurden mit Kohlendioxid betrieben.
Auf dem Batteriedeck der Bismarck gab es zwei Kantinen mit sechs bis acht Personen Personal. Darin wurden Konsumgüter wie Zigaretten, Bier, Süßigkeiten und Schreibwaren verkauft. Die Bismarck konnte 500 bis 1000 50-Liter-Fässer Bier mit sich führen.
Auf See waren die Besatzungsmitglieder in mehrere Wachen eingeteilt, die sich im Schichtbetrieb abwechselten. Unabhängig von der Wache musste jedes Besatzungsmitglied von 8:00 Uhr bis 16:00 Uhr Dienst verrichten. Im Gefecht war jedes Besatzungsmitglied auf der ihm zugeteilten Gefechtsstation. Bei diesen Gefechtsstationen handelte es sich nicht nur um die Waffensysteme des Schiffes, sondern auch um Lecksicherungs- und Verwundetenversorgungstrupps. Im Hafen wurde die Besatzung bereits um 6:00 Uhr geweckt, dort konnten sich Besatzungsmitglieder, die keinen Wachdienst hatten, frei nehmen und an Land gehen.
Vor dem Untergang waren etwa 2200 Menschen an Bord des Schiffes; 95 % von ihnen starben beim Untergang. Die 110 Mann, die von den Briten gerettet worden waren, wurden nach übereinstimmender Aussage an Bord der Schiffe gut behandelt. So erhielt Burkard Freiherr von Müllenheim-Rechberg, ranghöchster Überlebender, erst einen Whisky, bevor er gegenüber dem Kapitän der Dorsetshire gegen den Abbruch der Rettungsarbeiten protestierte. Sie wurden nach England gebracht, verhört und dann in ein Kriegsgefangenenlager in Knightsbridge gebracht. Im Frühjahr 1942 wurden alle Überlebenden in ein Kriegsgefangenenlager nach Kanada verschifft; 1946 wurden alle repatriiert. Das letzte überlebende Besatzungsmitglied, Bernhard Heuer, starb am 7. März 2018. Im Marineehrenmal in Laboe befindet sich eine von der Marinekameradschaft Schlachtschiff Bismarck gestiftete Gedenktafel.

## Rezeption

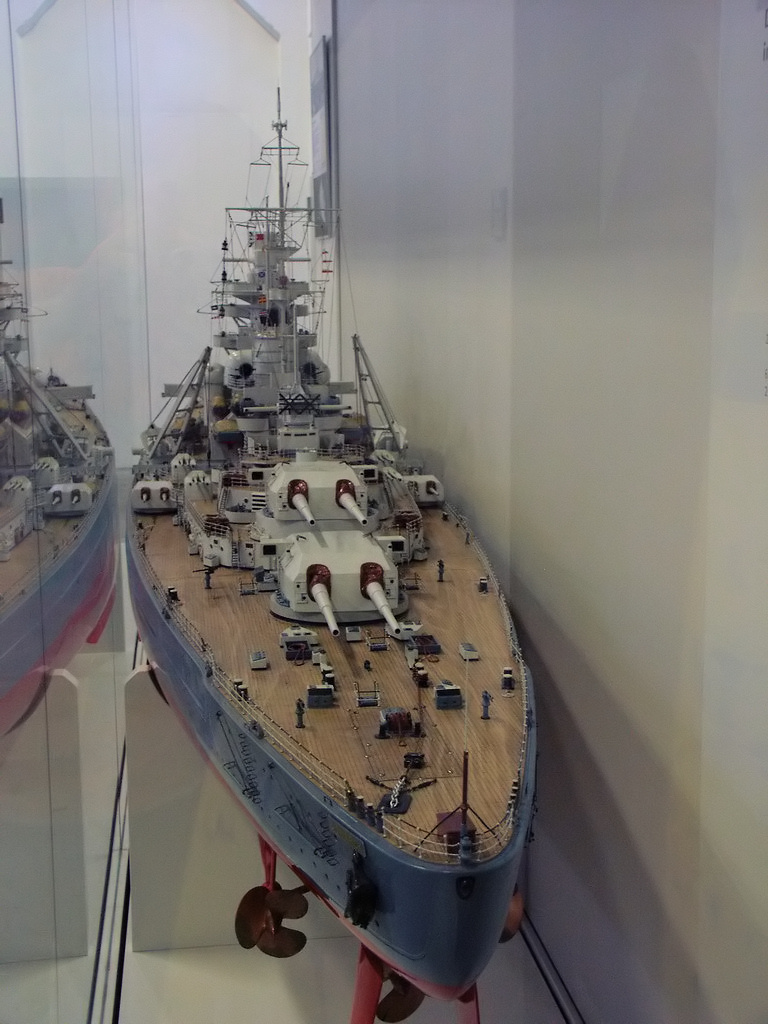
Ein Modell der Bismarck im Militärhistorischen Museum der Bundeswehr in Dresden

Die Bismarck ist heute das bekannteste Schiff der Kriegsmarine. Vom Schiff existieren künstlerische Darstellungen, unter anderem das bekannte Bild Schlachtschiff „Bismarck“ im Endkampf am 27. Mai 1941, das vom Marinemaler Claus Bergen gemalt wurde und in der Marineschule Mürwik aufbewahrt wird. Auch Günther Todt, Walter Zeeden und Viktor Gernhard haben Bilder der Bismarck gemalt.
Filmisch wurde die Geschichte des Schiffs 1960 unter dem Titel Die letzte Fahrt der Bismarck (Originaltitel: Sink the Bismarck!) verarbeitet. Die britische Produktion, die auf Cecil Scott Foresters Sachbuch „Die letzte Fahrt der Bismarck“ (Originaltitel: The Last Nine Days of the Bismarck oder Hunting the Bismarck) basiert, zeichnet sich durch die Verwendung historischer Archivbilder aus. Die Geschichte wurde auch in Dokumentationen thematisiert, darunter Sekunden vor dem Unglück, Expedition Bismarck und ZDF-History.
Musikalisch wurde die Geschichte um die Bismarck unter anderem in Johnny Hortons Marsch Sink The Bismarck aufgegriffen. Der an Folk angelehnte Marsch wurde 1960 in den USA zur Untermalung der Kinotrailer eingesetzt, die den britischen Kriegsfilm Sink the Bismarck! bewarben.
Von der Bismarck gibt es als Schiffsmodell neben Einzelanfertigungen durch Museen und Privatpersonen auch diverse Bausätze, so z. B. von Revell oder dem Sammelheft-Verlag DeAgostini.

## Trivia
- Die Bordkatze der Bismarck soll den Untergang von drei Schiffen überlebt haben.

## Filmdokumentationen
- Expedition Bismarck. Dokumentarfilm, USA 2002, 92 Min., Regie: James Cameron und Gary Johnstone, Produktion: arte France
- Versenkt die Bismarck! Dokumentarfilm, Deutschland 2002, 45 Min., Buch und Regie: Jörg Müllner und Friedrich Scherer, Produktion: ZDF, Erstsendung: 8. Februar 2002
- Versenkt die „Bismarck“! Dokumentarfilm, Deutschland/Großbritannien 2004, 45 Min., Buch und Regie: Gary Johnstone, Produktion: NDR, Erstsendung: 22. Dezember 2004
- Return to the Bismarck. Dokumentarfilm, Deutschland 2006, 52 Min., Julia Knobloch und David Ash, Produktion: Context TV/ZDF, Erstsendung: 2006.
- Wettlauf mit dem Tod. Der Untergang der „Bismarck“. (= ZDF-History). Dokumentarfilm, Deutschland 2009, 25 Min., Beitrag von Mario Sporn, Friedrich Scherer und Jörg Müllner, Erstsendung: 29. November 2009
- Der Untergang der Bismarck. (= Sekunden vor dem Unglück; Staffel 5, Folge 2). Dokumentarfilm, USA 2012, 60 Min., Produktion: National Geographic Channel, Deutsche Erstausstrahlung: 25. Mai 2012
- Schlachtschiff Bismarck. Dokumentationsreihe (2 Folgen) – Teil 1: Von Hamburg nach Gotenhafen & Teil 2: Unternehmen Rheinübung. Deutschland 2014, 180 Min., History Films, DVD-Veröffentlichung, Erscheinungstermin: Juni 2017
- Britische Original-Filmaufnahme vom Gefecht in der Dänemarkstraße